# Provadis School of International Management and Technology

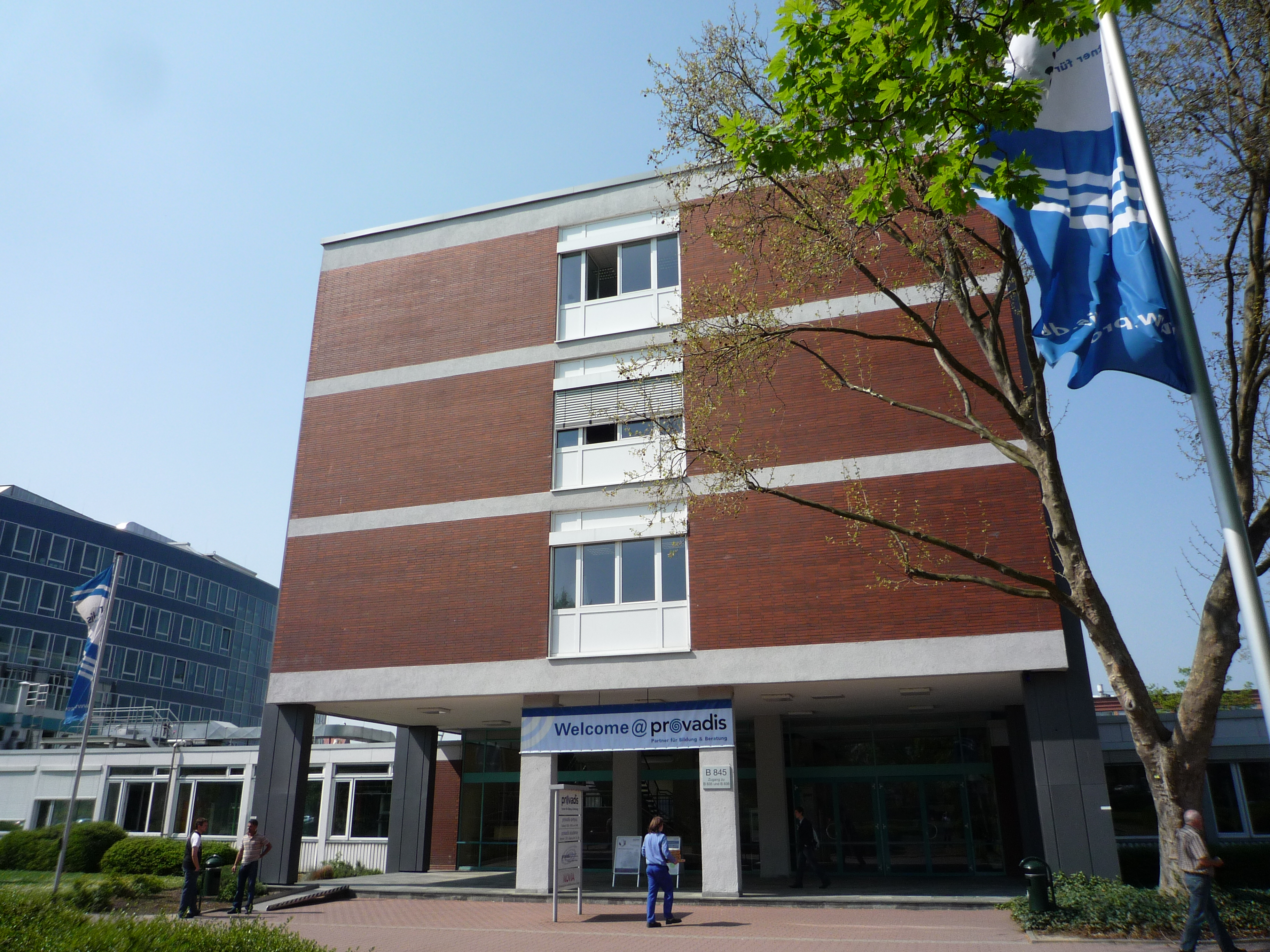
Campus der Provadis School

Die Provadis School of International Management and Technology AG (kurz: Provadis Hochschule) ist eine private, staatlich anerkannte Hochschule in Frankfurt am Main, Stadtteil Höchst. Sie hat sich auf berufsbegleitende und duale Studiengänge für Berufstätige und Abiturienten spezialisiert.

## Trägerschaft
Eigentümer der Hochschule ist die Provadis Partner für Bildung und Beratung GmbH, eine Tochtergesellschaft der Infraserv GmbH & Co. Höchst KG.

## Geschichte
Ende der sechziger Jahre begann die damalige Hoechst AG mit der Durchführung eines berufsintegrierten Studiums.
- 1969 bestanden 22 Mitarbeiter der Hoechst AG die Prüfung zum graduierten Ingenieur, Fachrichtung Chemie, nach berufsbegleitendem Studium im Ausbildungszentrum in Höchst.
- Danach entstand die erste Partnerschaft mit der neu gegründeten Fachhochschule Darmstadt, Abschluss Diplomingenieur Chemie (FH).
- 1977 Unterzeichnung eines Kooperationsvertrags mit der FH Mainz über den berufsbegleitenden Studiengang zum Diplom-Betriebswirt (FH).
- In den darauf folgenden Jahren wurde die Zusammenarbeit mit der FH Gießen-Friedberg mit den Studiengängen Diplom-Informatiker (FH) und Diplom-Bioingenieur (FH) aufgenommen.

Mit der Umstrukturierung des Unternehmens Mitte der neunziger Jahre wurde aus den verschiedenen Bildungsaktivitäten 1997 die Provadis Partner für Bildung und Beratung GmbH gegründet. Die Hochschule wurde im Jahr 2003 als Tochterunternehmen der Provadis gegründet. 2003 wurde die Hochschule als eine der ersten Hochschulen Deutschlands mit einem internationalen Bachelorprogramm staatlich anerkannt.
- 2003 startet die Hochschule mit ihrem ersten akkreditierten Bachelor-Studienjahrgang. Angebotene Studiengänge: Betriebswirtschaftslehre, Wirtschaftsinformatik und Chemieingenieurwesen
- 2006 Die ersten erfolgreichen Bachelorabsolventen verlassen die Hochschule
- 2009 Einführung des Bachelorstudiengangs Biopharmaceutical Science
- 2012 Einführung des Masterstudiengangs Chemical Engineering
- 2014 Einführung des Masterstudiengangs Technologie & Management
- 2016 Einführung des Masterstudiengangs Quality Engineering
- 2017 Erweiterungsakkreditierung des Bachelorstudiengangs Business Administration (in 4 Semestern für Absolventen einer kaufmännischen Ausbildung)
- 2017 Einführung des Masterstudiengangs Business Management

## Studienabschlüsse
Die Studiengänge sind entsprechend dem Bologna-Prozess als Bachelor- und Master-Studiengänge konzipiert; die Studiengänge Business Administration, Business Information Management, Business Management und Technologie & Management sind durch die Akkreditierungsagentur FIBAA, die Studiengänge Chemical Engineering, Quality Engineering und Biopharmaceutical Science durch die Akkreditierungsagentur AQAS akkreditiert.

### Bachelor-Studiengänge
- Biopharmaceutical Science (Pharmazeutische Biologie) – Bachelor of Science
- Business Administration (Betriebswirtschaftslehre) – Bachelor of Arts
- Business Information Management (Wirtschaftsinformatik) – Bachelor of Science
- Chemical Engineering (Chemieingenieurwesen) – Bachelor of Science
- Informatik – Bachelor of Science (in Akkreditierung)[4]

Die Studiendauer beträgt sieben Semester.
Absolventen einer kaufmännischen Ausbildung können den Bachelor Business Administration auf 4 Semester verkürzen.
In Kooperation mit der Deutschen Telekom wird ein weiterer Studiengang Betriebswirtschaftslehre – Bachelor of Arts am Studienort Bonn sowie Darmstadt durchgeführt. Die Studiendauer beträgt sechs Semester.
In Kooperation mit dem Bildungswerk Nordostchemie e. V. wird ein weiterer Studiengang Chemical Engineering am Studienort Berlin durchgeführt.

### Master-Studiengänge
- Business Management – Master of Arts
- Chemical Engineering (Chemieingenieurwesen) – Master of Science
- Industrielle Biotechnologie – Master of Science (ab WS 20/21)[6]
- Technologie & Management – Master of Science
- Quality Engineering – Master of Science[7]

Die Studiendauer beträgt fünf Semester für die naturwissenschaftlichen Studiengänge und vier Semester für die wirtschaftswissenschaftlichen Studiengänge.
In Kooperation mit der Technischen Akademie Esslingen wird ein weiterer Studiengang Quality Engineering – Master of Science am Studienort Ostfildern durchgeführt. Die Studiendauer beträgt fünf Semester.

## Studienmodelle
Die Hochschule führt ausschließlich berufsbegleitende und duale Studiengänge durch und bietet dafür drei Modelle an:
- Studium plus Beruf: Berufstätige können parallel zu ihrem Job studieren.
- Studium plus Praxis: (Fach-)Abiturienten können das Studium mit einem vergüteten Studienpraktikum in einem Unternehmen verbinden.
- Ausbildung plus Studium: Auszubildende (mit Fach-/Abitur) können ihre Berufsausbildung mit einem Studium kombinieren.

## Zeitmodell
Die Präsenzveranstaltungen finden in 40 Wochen im Jahr an einem Nachmittag in der Woche und Samstagvormittags statt. Die vorlesungsfreien Zeiten lehnen sich an die hessischen Schulferien an.
Die Studiengänge Bachelor Betriebswirtschaftslehre / Telekom, Master Quality Engineering / TAE und Master Business Management haben abweichende Zeitmodelle.